# Continental Team Astana
Das Continental Team Astana war ein kasachisches Radsportteam mit Sitz im irischen Dublin.
Die Mannschaft wurde 2012 gegründet und nahm als Continental Team an den UCI Continental Circuits teil. Sie fungierte als Farmteam für das Astana Pro Team, auch wenn die Teams formell separat verwaltet wurden. Manager waren Séamus Harford und Alexander Nadobenko, die von den Sportlichen Leitern Dmitri Sedoun, Kairat Baigudinow, Wladimir Remyga und Andrei Teteryuk unterstützt wurde.
In der Saison 2014 wurden die drei Fahrer des Teams Artur Fedossejew, Wiktor Okischew und Ilja Dawidenok in Dopingtests positiv auf anabole Steroide getestet. Als Reaktion hierauf wurde das Team zum Jahresende 2014 aufgelöst. Teile des Teams wurden durch die neugegründete Mannschaft Seven Riders übernommen, dass 2016 in Astana City umbenannt wurde.

## Saison 2014

### Erfolge in der UCI Asia Tour
Bei den Rennen der UCI Asia Tour im Jahr 2014 gelangen dem Team nachstehende Erfolge.
| Datum         | Rennen                                    | Kat. | Sieger         |
| ------------- | ----------------------------------------- | ---- | -------------- |
| 29. Juni      | Kasachische Meisterschaft – Straßenrennen | CN   | Ilja Dawidenok |
| 7. Juli       | 2. Etappe Tour of Qinghai Lake            | 2.HC | Marco Benfatto |
| 9. Juli       | 4. Etappe Tour of Qinghai Lake            | 2.HC | Marco Benfatto |
| 16. Juli      | 10. Etappe Tour of Qinghai Lake           | 2.HC | Ilja Dawidenok |
| 6.–19. Juli   | Gesamtwertung Tour of Qinghai Lake        | 2.HC | Ilja Dawidenok |
| 11. September | 3. Etappe Tour of China II                | 2.1  | Wadim Galejew  |

### Erfolge in der UCI Europe Tour
Bei den Rennen der UCI Europe Tour im Jahr 2014 gelangen dem Team nachstehende Erfolge.
| Datum     | Rennen                      | Kat. | Fahrer         |
| --------- | --------------------------- | ---- | -------------- |
| 29. März  | 6. Etappe Tour de Normandie | 2.2  | Marco Benfatto |
| 26. April | 2. Etappe Tour de Bretagne  | 2.2  | Wadim Galejew  |

### Abgänge – Zugänge
| Zugänge                         | Team 2013 | Abgänge                          | Team 2014                     |
| ------------------------------- | --------- | -------------------------------- | ----------------------------- |
| Ghalym Achmetow                 | Neoprofi  | Daniil Fominych                  | Astana Pro Team               |
| Artur Fedossejew                | Neoprofi  | Nasar Jumabekow                  | China Wuxi Jilun Cycling Team |
| Wadim Galejew                   | Neoprofi  | Alexander Schuschemoin           | Vino 4ever                    |
| Pawel Gazki                     | Neoprofi  | Jewgeni Nepomnjatschschi         | Unbekannt                     |
| Wiktor Okischew                 | Neoprofi  | Sergei Renew                     | Unbekannt                     |
| Jerlan Pernebekow               | Neoprofi  | Nikita Umerbekow                 | Unbekannt                     |
| Dmitri Riwe                     | Neoprofi  | Ilja Dawidenok (bis 16. Oktober) | Dopingsperre                  |
| Michele Scartezzini             | Neoprofi  |                                  |                               |
| Sergei Schemjakin               | Neoprofi  |                                  |                               |
| Nikita Panassenko (ab 10. Juli) | Neoprofi  |                                  |                               |

### Mannschaft
| Name                  | Geburtstag      | Nationalität | Team 2015                   |
| --------------------- | --------------- | ------------ | --------------------------- |
| Ghalym Achmetow       | 20. März 1995   | Kasachstan   |                             |
| Maqsat Ajasbajew      | 27. Januar 1992 | Kasachstan   | Astana Pro Team             |
| Marco Benfatto        | 6. Januar 1988  | Italien      | Androni Giocattoli-Sidermec |
| Schandos Bischigitow  | 10. Juni 1991   | Kasachstan   |                             |
| Ilja Dawidenok 1      | 19. April 1992  | Kasachstan   |                             |
| Artur Fedossejew 2    | 29. Januar 1994 | Kasachstan   |                             |
| Wadim Galejew         | 7. Februar 1992 | Kasachstan   |                             |
| Pawel Gazki           | 1. Januar 1991  | Kasachstan   |                             |
| Abdraimschan Ischanow | 10. April 1990  | Kasachstan   |                             |
| Baqtijar Qoschatajew  | 28. März 1992   | Kasachstan   | Astana Pro Team             |
| Nurbolat Kulimbetow   | 9. Mai 1992     | Kasachstan   |                             |
| Tilegen Maidos        | 10. Juni 1993   | Kasachstan   |                             |
| Wiktor Okischew 2     | 4. Februar 1994 | Kasachstan   |                             |
| Nikita Panassenko     | 18. März 1992   | Kasachstan   |                             |
| Jerlan Pernebekow (†) | 16. Juni 1995   | Kasachstan   |                             |
| Dmitri Riwe           | 19. April 1995  | Kasachstan   |                             |
| Michele Scartezzini   | 10. Januar 1992 | Italien      | MG.Kvis-Vega                |
| Sergei Schemjakin     | 31. August 1995 | Kasachstan   |                             |
| Roman Semjonow        | 23. Januar 1993 | Kasachstan   |                             |

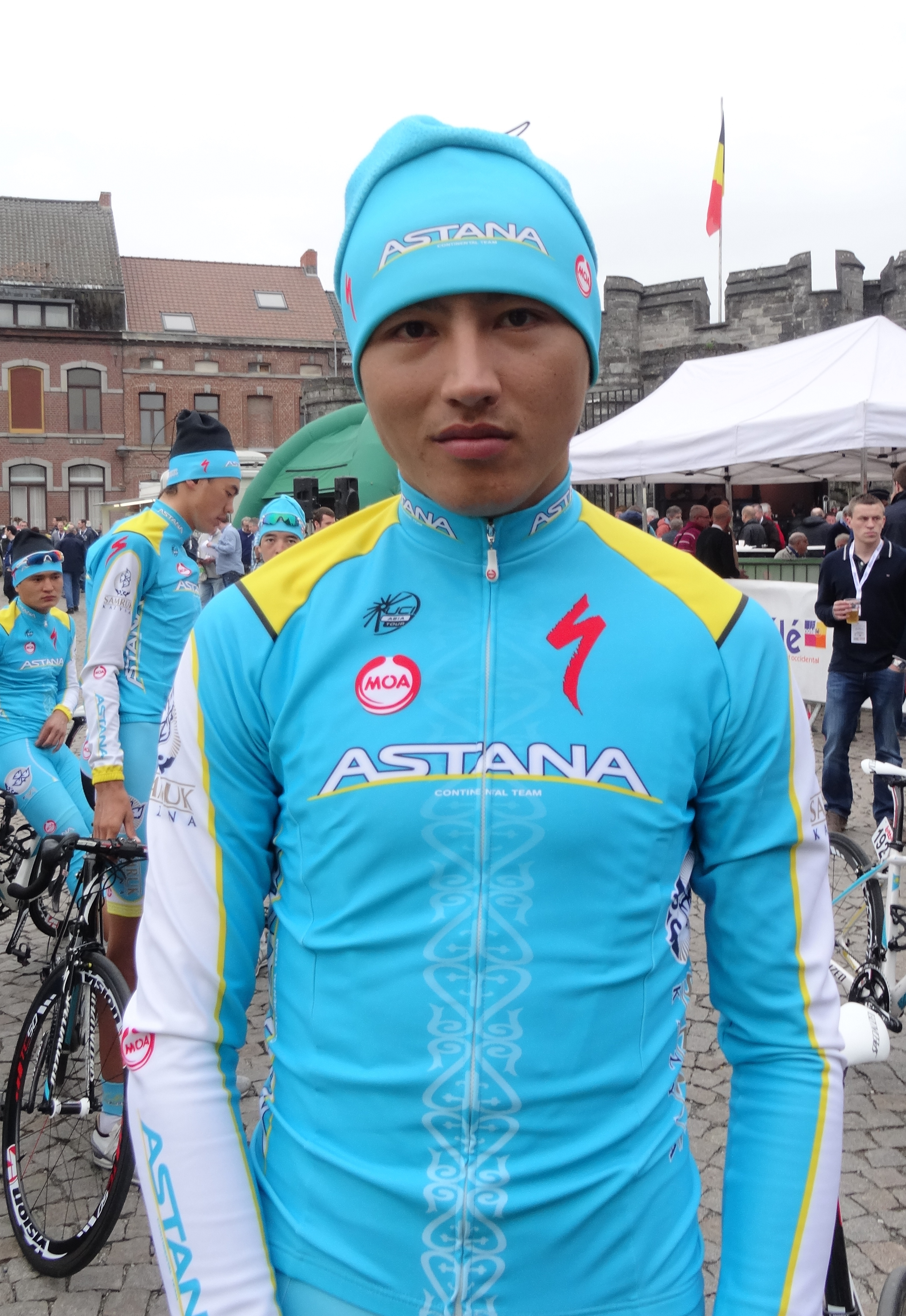
Maqsat Ajasbajew
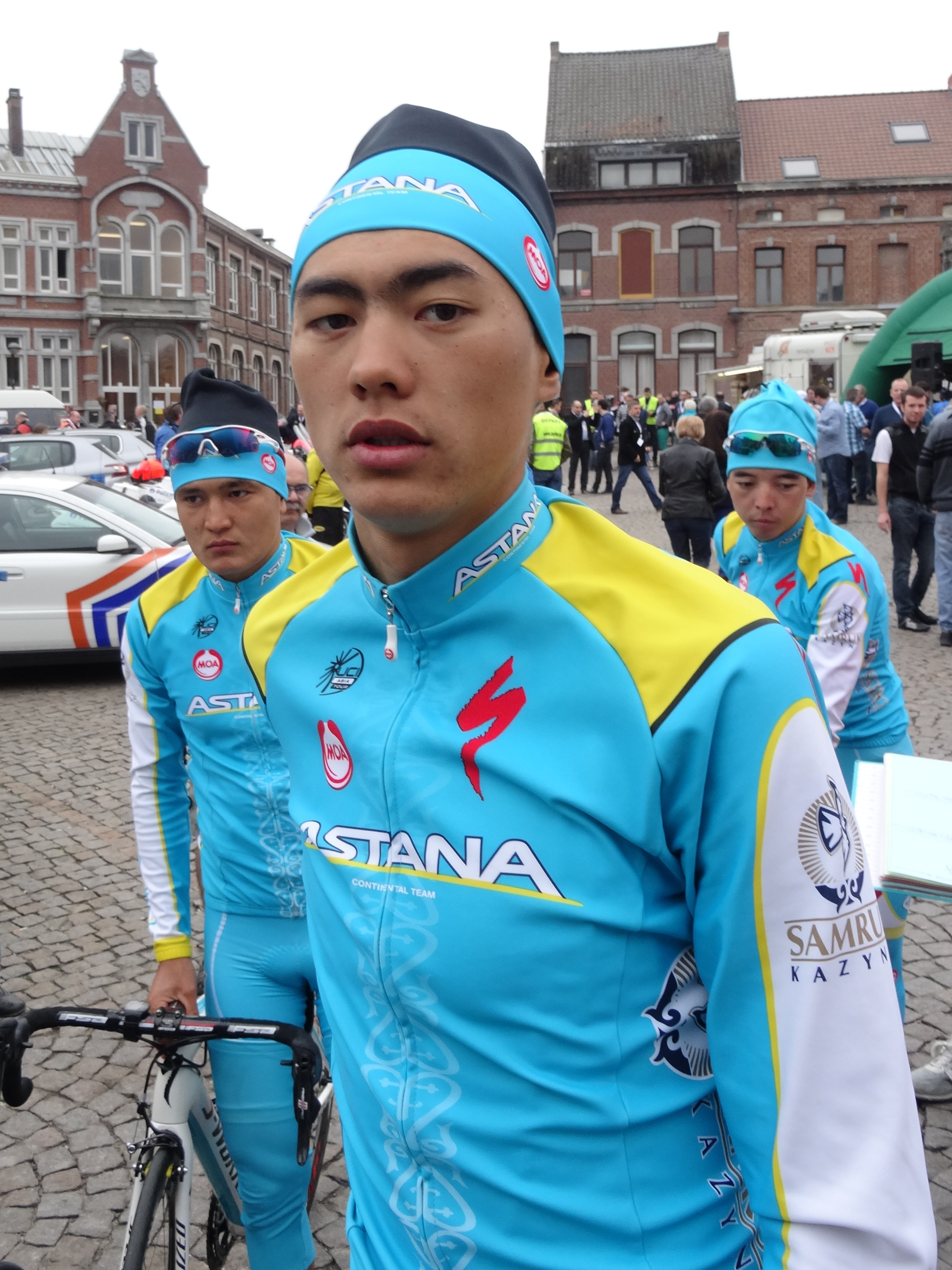
Schandos Bischigitow
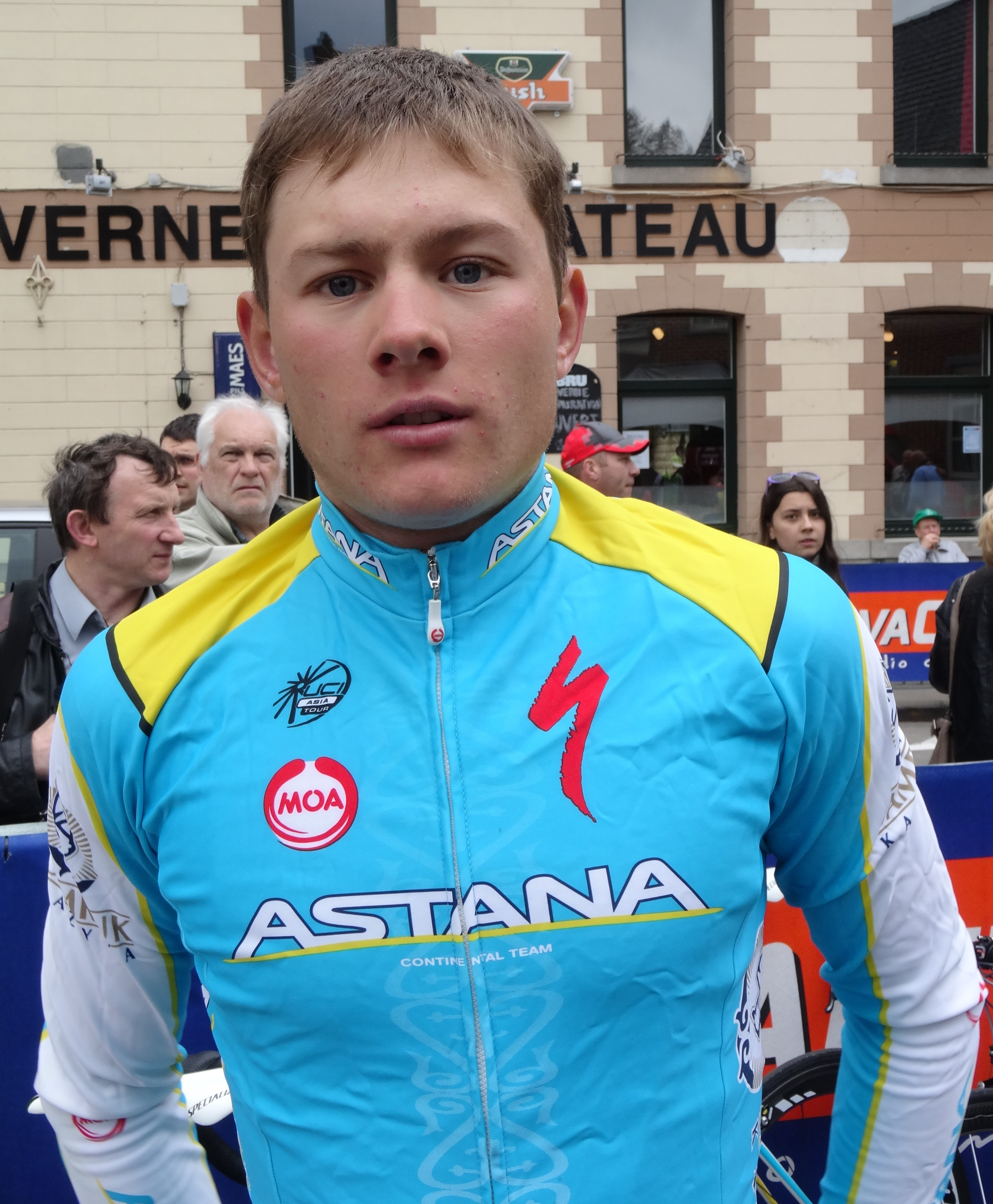
Wiktor Okischew
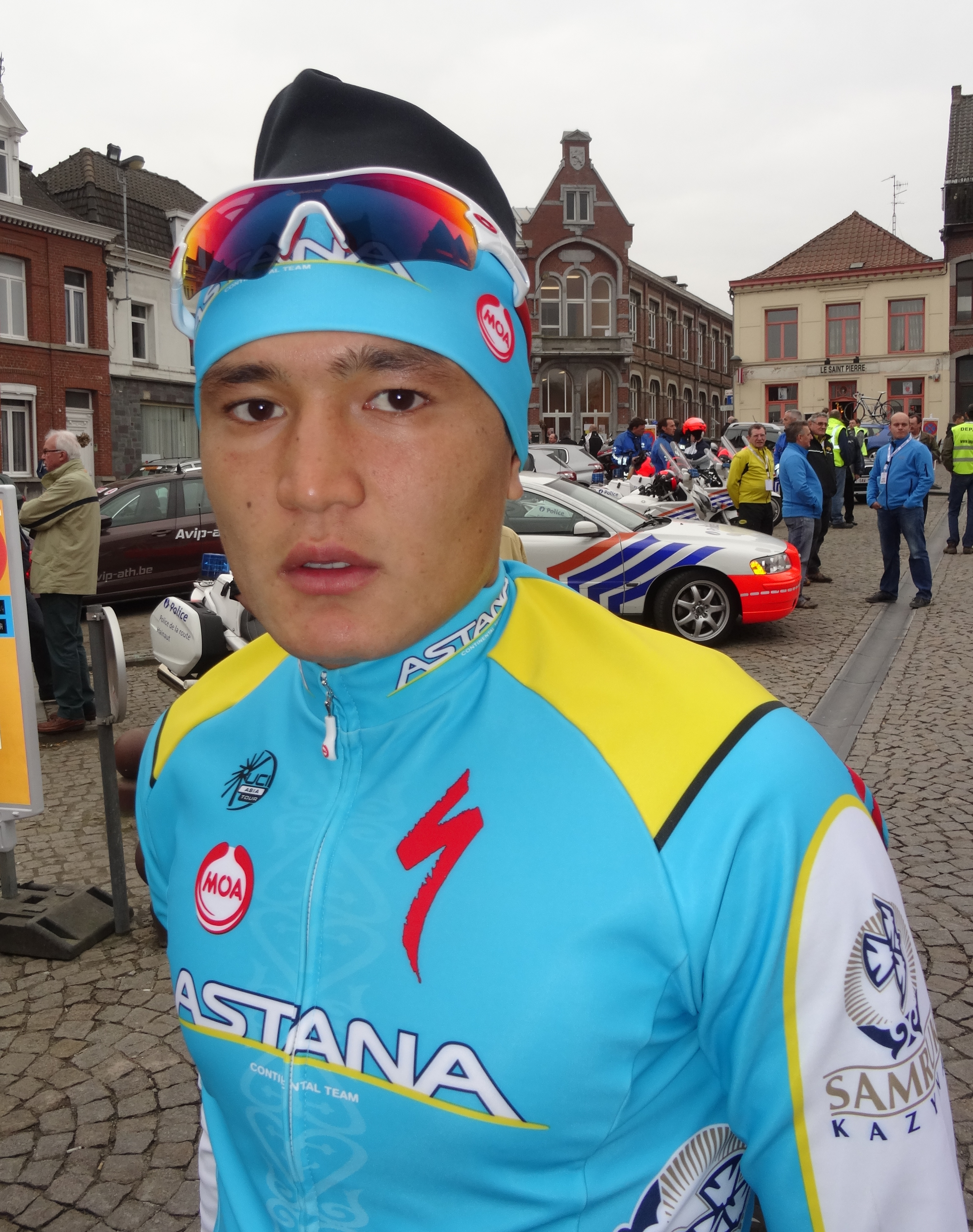
Nurbolat Kulimbetow
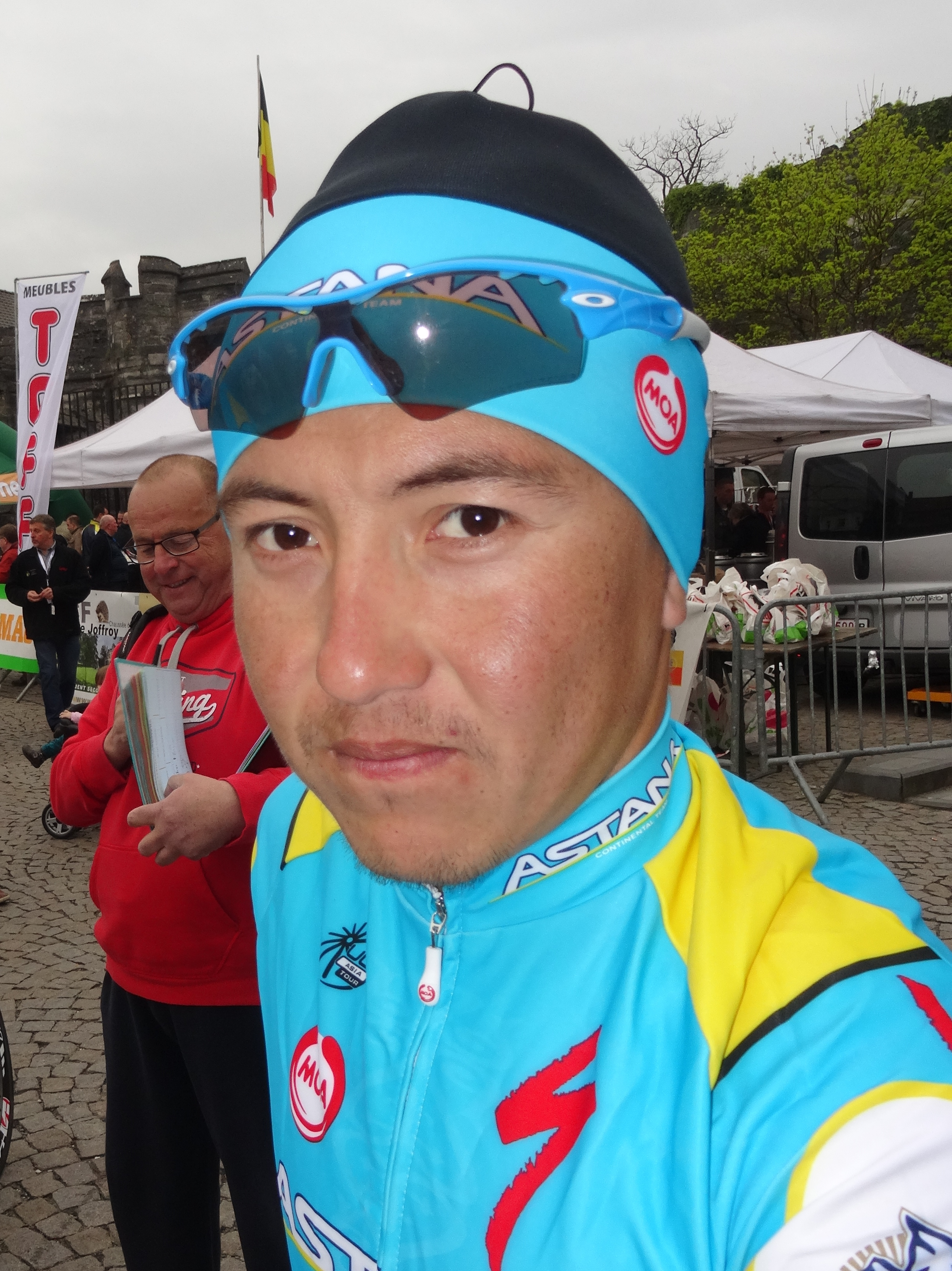
Abdraimschan Ischanow
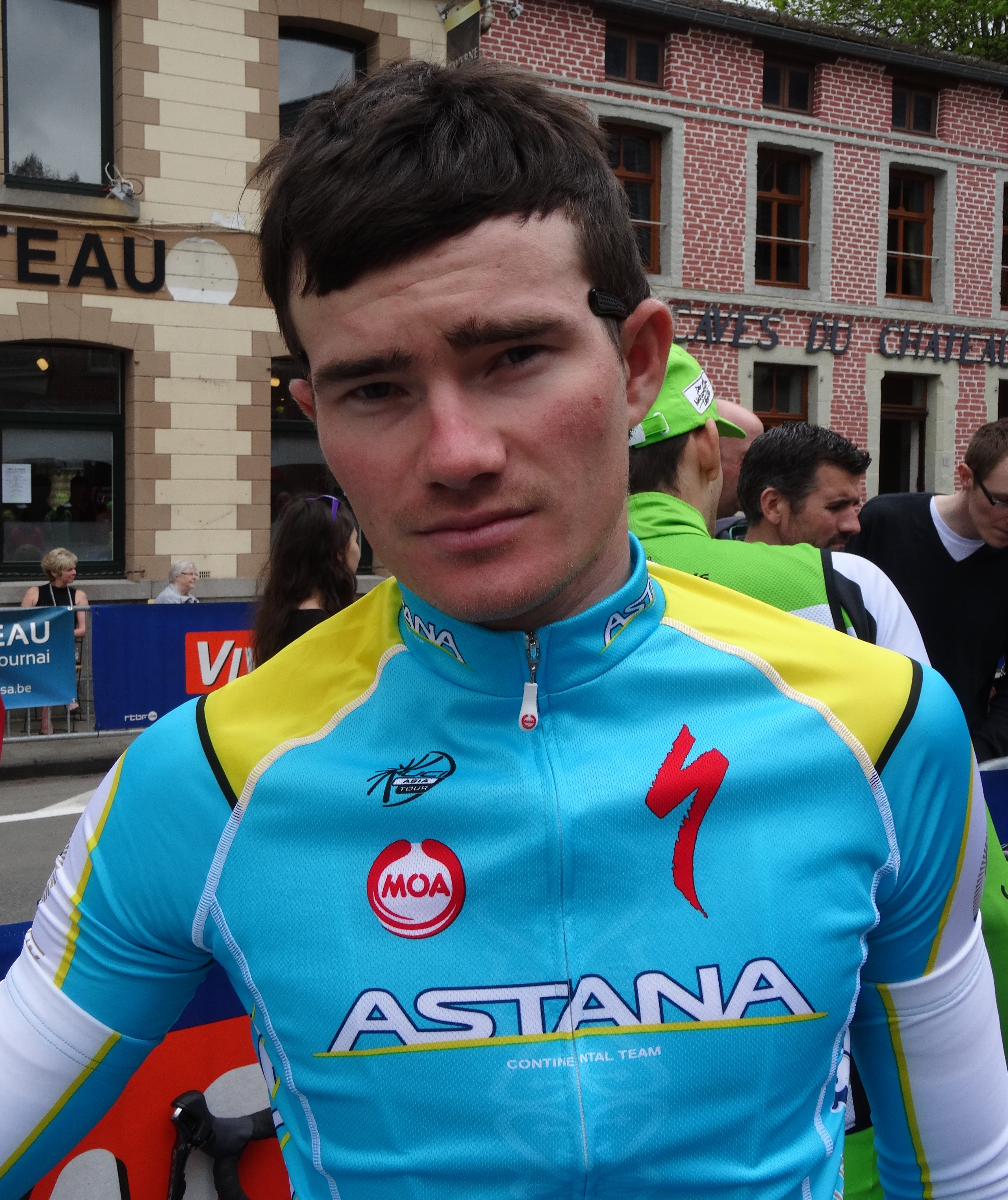
Wadim Galejew
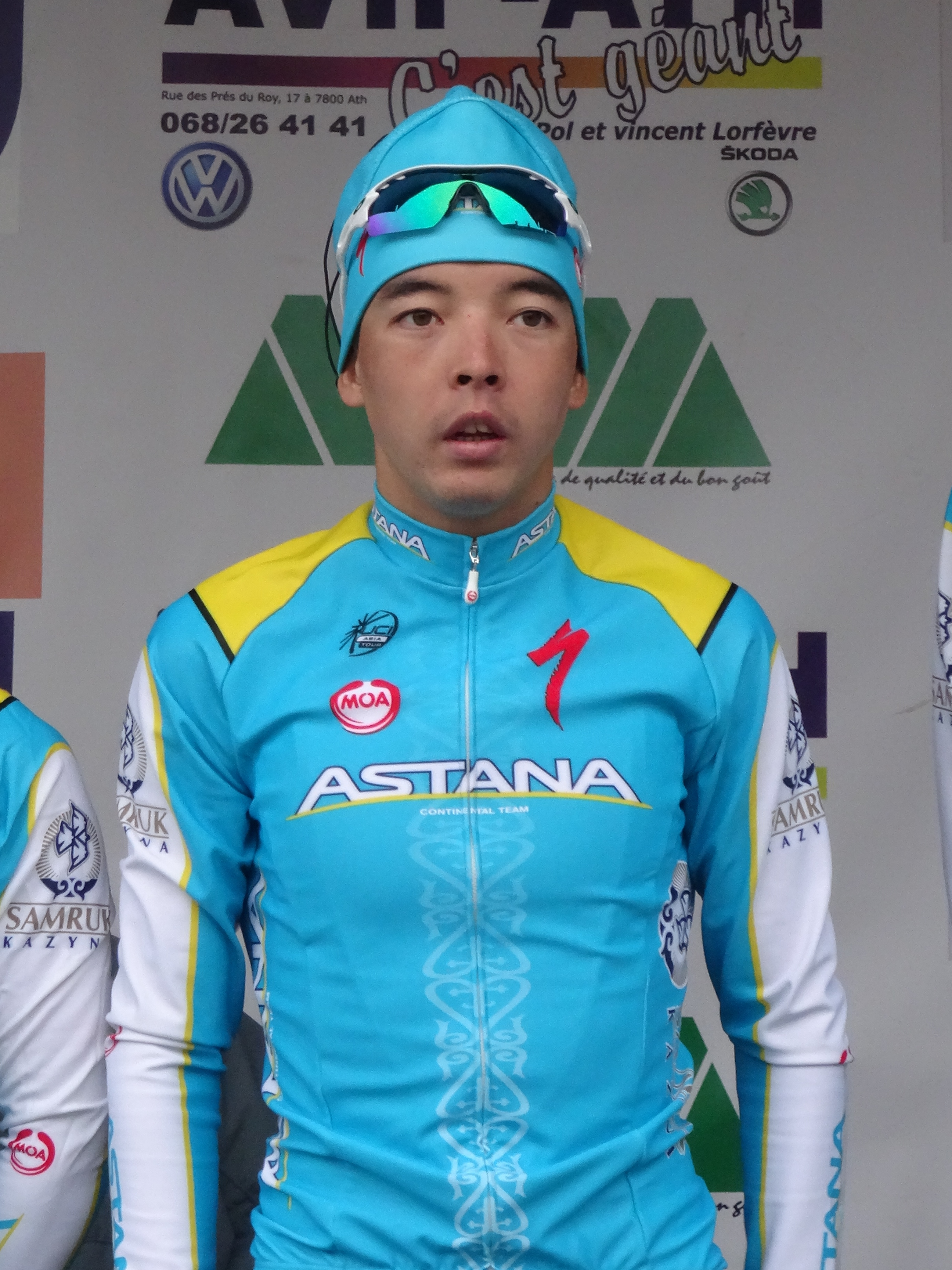
Baqtijar Qoschatajew

## Platzierungen in UCI-Ranglisten
UCI Africa Tour
| Saison    | Mannschaftswertung | Fahrerwertung          |
| --------- | ------------------ | ---------------------- |
| 2012      | 7.                 | Nikita Umerbekow (33.) |
| 2013-2014 | –                  | -                      |

UCI America Tour
| Saison | Mannschaftswertung | Fahrerwertung               |
| ------ | ------------------ | --------------------------- |
| 2012   | 16.                | Arman Kamyschew (36.)       |
| 2013   | 31.                | Baqtijar Qoschatajew (198.) |
| 2014   | 21.                | Maqsat Ajasbajew (60.)      |

UCI Asia Tour
| Saison | Mannschaftswertung | Fahrerwertung                  |
| ------ | ------------------ | ------------------------------ |
| 2012   | 17.                | Ruslan Tleubajew (26.)         |
| 2013   | 5.                 | Jewgeni Nepomnjatschschi (21.) |
| 2014   | 11.                | Wadim Galejew (19.)            |

UCI Europe Tour
| Saison | Mannschaftswertung | Fahrerwertung               |
| ------ | ------------------ | --------------------------- |
| 2012   | 27.                | Alexei Luzenko (40.)        |
| 2013   | 47.                | Marco Benfatto (87.)        |
| 2014   | 68.                | Baqtijar Qoschatajew (342.) |